# Осиповская
 Осиповская  — опустевшая деревня в Афанасьевском районе Кировской области в составе Ичетовкинского сельского поселения.

## География
Расположена на расстоянии примерно 20 км на восток от райцентра поселка Афанасьево.

## История
Была известна с 1891 года как починок Осиновский, в 1905 в починке (уже Осиповский) дворов 9 и жителей 50, в 1926 8 и 46, в 1950 9 и 28, в 1989 году 8 жителей. Настоящее название утвердилось с 1978 года.

## Население
| 2010 |
| ---- |
| 0    |

### Национальный состав
Согласно результатам переписи 2002 года, в национальной структуре населения русские
составляли 100 % от общей численности в 6 чел.